# Victor Rask
Victor Rask (ur. 1 marca 1993 w Leksand) – szwedzki hokeista, reprezentant Szwecji.

## Kariera
Victor Rask został wybrany przez Carolina Hurricanes z 42. numerem w pierwszej rundzie NHL Entry Draft 2011. W październiku 2011 porozumiał się z klubem i podpisał swój pierwszy, 3-letni kontrakt w NHL (entry-level contract). 12 lipca 2016 podpisał 6-letni, warty 24 mln dolarów kontrakt z Canes. Od października 2016 był drugim kapitanem w zespole z Karoliny Północnej. W styczniu 2019 został zawodnikiem Minnesota Wild, przetransferowany w toku wymiany za Nino Niederreitera. W marcu 2022 został przetransferowany do Seattle Kraken. W październiku 2022 został zaangażowany w szwajcarskim Fribourg-Gottéron. Odszedł stamtąd w marcu 2023. W kwietniu tego roku podpisał dwuletni kontrakt z Rapperswil-Jona Lakers.
Reprezentował Szwecję na mistrzostwach świata w 2015 (5. miejsce) i 2017 (1. miejsce). 

## Statystyki

### Sezon zasadniczy i play-off
| 2009–10     | Leksands IF         | J20         | 39  | 22 | 19 | 41  | 35 | 5  | 3 | 2  | 5  | 2  |
| 2009–10     | Leksands IF         | Allsv       | 8   | 0  | 0  | 0   | 0  | —  | — | —  | —  | —  |
| 2010–11     | Leksands IF         | J20         | 13  | 3  | 9  | 12  | 2  | —  | — | —  | —  | —  |
| 2010–11     | Leksands IF         | Allsv       | 37  | 5  | 6  | 11  | 8  | —  | — | —  | —  | —  |
| 2011–12     | Calgary Hitmen      | WHL         | 64  | 33 | 30 | 63  | 21 | —  | — | —  | —  | —  |
| 2012–13     | Charlotte Checkers  | AHL         | 10  | 1  | 4  | 5   | 0  | —  | — | —  | —  | —  |
| 2012–13     | Calgary Hitmen      | WHL         | 37  | 14 | 27 | 41  | 16 | 17 | 6 | 10 | 16 | 10 |
| 2013–14     | Charlotte Checkers  | AHL         | 76  | 16 | 23 | 39  | 20 | —  | — | —  | —  | —  |
| 2014–15     | Carolina Hurricanes | NHL         | 80  | 11 | 22 | 33  | 16 | —  | — | —  | —  | —  |
| 2015–16     | Carolina Hurricanes | NHL         | 80  | 21 | 27 | 48  | 24 | —  | — | —  | —  | —  |
| 2016–17     | Carolina Hurricanes | NHL         | 82  | 16 | 29 | 45  | 16 | —  | — | —  | —  | —  |
| 2017–18     | Carolina Hurricanes | NHL         | 71  | 14 | 17 | 31  | 12 | —  | — | —  | —  | —  |
| NHL łącznie | NHL łącznie         | NHL łącznie | 313 | 62 | 95 | 157 | 68 | —  | — | —  | —  | —  |

### Międzynarodowe
| Rok                | Drużyna            | Turniej            | Wynik              | M  | G | A  | Pkt | Min |
| ------------------ | ------------------ | ------------------ | ------------------ | -- | - | -- | --- | --- |
| 2010               | Szwecja            | WHC17              | 1st                | 6  | 1 | 7  | 8   | 2   |
| 2010               | Szwecja            | MŚ U18             | 1st                | 6  | 3 | 2  | 5   | 0   |
| 2011               | Szwecja            | MŚ U18             | 1st                | 6  | 2 | 3  | 5   | 4   |
| 2012               | Szwecja            | MŚJ                | 1st                | 6  | 0 | 1  | 1   | 6   |
| 2013               | Szwecja            | MŚJ                | 1st                | 6  | 2 | 2  | 4   | 4   |
| 2015               | Szwecja            | MŚ                 | 5                  | 8  | 3 | 1  | 4   | 4   |
| 2017               | Szwecja            | MŚ                 | 1st                | 10 | 2 | 5  | 7   | 0   |
| Juniorskie łącznie | Juniorskie łącznie | Juniorskie łącznie | Juniorskie łącznie | 30 | 8 | 15 | 23  | 16  |
| Seniorskie łącznie | Seniorskie łącznie | Seniorskie łącznie | Seniorskie łącznie | 18 | 5 | 6  | 11  | 4   |